# Torrejón de Velasco
Torrejón de Velasco è un comune spagnolo di 2 334 abitanti situato nella comunità autonoma di Madrid.
Vi nacque il cardinale Cirilo de Alameda y Brea.